# Capo di Stato

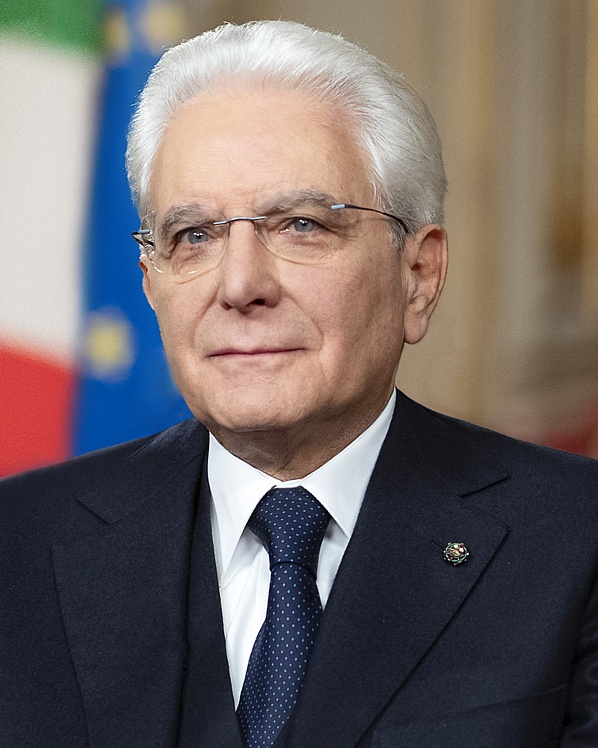
Sergio Mattarella, 12º Presidente della Repubblica Italiana.

Il capo di Stato è la persona o il gruppo di persone poste al vertice dello Stato, i cui effettivi poteri, tuttavia, variano notevolmente secondo la forma di governo adottata: dalla titolarità di tutti i pubblici poteri (come avviene nello Stato assoluto), all'esercizio di funzioni di governo fino ad un ruolo quasi esclusivamente cerimoniale.

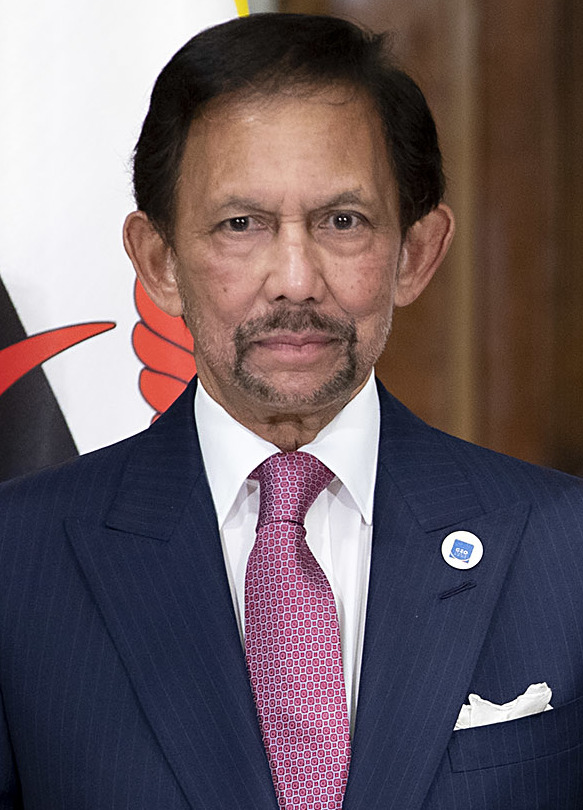
Hassanal Bolkiah, sultano del Brunei, è attualmente il capo di Stato da più tempo in carica.

Può essere il titolare della sovranità, come avveniva negli ordinamenti del passato, o un organo della persona giuridica titolare della sovranità (lo Stato-persona, dove è un soggetto unitario), come avviene, invece, negli ordinamenti attuali. Soltanto nel primo caso, dunque, il capo dello Stato è un sovrano nel senso proprio del termine, sebbene questo titolo venga utilizzato anche per designare gli altri capi di Stato monarchici, compresi quelli con un ruolo puramente cerimoniale.
Al di là dei poteri effettivamente attribuiti, in tutti i sistemi politici il capo dello Stato ha il ruolo di personificare l'unità, la continuità, la legittimità dello Stato, ruolo che è stato efficacemente descritto da Charles de Gaulle, con riferimento al presidente della Repubblica francese, dicendo che egli incarna "une certaine idée de la France" ("una certa idea della Francia").

## Monarchie e repubbliche
Tradizionalmente gli stati si distinguono in monarchie e repubbliche, secondo la natura del capo di Stato. In passato la distinzione si basava su chi deteneva effettivamente il potere supremo: una sola persona, nel caso della monarchia, una pluralità di persone nel caso della repubblica. Negli stati moderni, invece, la distinzione ha perso molta della sua importanza, essendo più rilevante quella basata sulla forma di stato e governo adottata. 
Negli Stati di tipo liberaldemocratico la forma di governo può essere monarchia o repubblica parlamentare, repubblica presidenziale o semipresidenziale, monarchia costituzionale o repubblica direttoriale. Sono repubbliche anche gli stati comunisti, mentre gli stati autoritari e totalitari possono essere monarchie (come l'Italia fascista o la Spagna franchista) o repubbliche (come la Germania nazista e la gran parte delle dittature odierne), sebbene, in tutti questi casi, sia difficile scorgere analogie con le repubbliche e monarchie liberaldemocratiche che vadano oltre l'aspetto puramente formale. Sono invece oggi molto rare le monarchie assolute e del tutto scomparse le repubbliche aristocratiche (possibile eccezione può essere Samoa, che però si tratta di monarchia parlamentare elettiva).
In generale, secondo la dottrina odierna, sono considerate repubbliche gli Stati dove il capo di Stato, organo monocratico o collegiale, rappresenta il popolo, dal quale è eletto direttamente oppure indirettamente attraverso suoi rappresentanti (di solito il parlamento). Nelle monarchie, invece, il capo di Stato, persona fisica titolare della sovranità o organo monocratico della persona giuridica titolare della sovranità, non rappresenta il popolo.
A questa differenza se ne aggiungono altre che, tuttavia, non sono sempre presenti e, quindi, non valgono da sole quale criterio distintivo:
- il capo di Stato repubblicano è elettivo, quello monarchico quasi mai e, nei pochi casi in cui lo è, non rappresenta comunque chi, direttamente o indirettamente, lo ha eletto; nella maggior parte dei casi il monarca accede alla carica per diritto ereditario;
- il capo di Stato repubblicano dura in carica per un periodo limitato di tempo, mentre la carica del monarca è vitalizia, anche se non mancano casi, tra gli stati non democratici, di repubbliche in cui l'ufficio di capo dello Stato è vitalizio.

Storicamente si nota una netta tendenza al passaggio dalla monarchia alla repubblica, tanto che attualmente gli stati sono in grande maggioranza repubbliche. Permane la monarchia in alcuni stati europei o extraeuropei in cui ha una lunga tradizione, mentre sono rari i casi di stati di recente indipendenza che hanno adottato la forma monarchica. Va però fatto notare come studi e ricerche abbiano messo in luce che nelle classifiche degli Stati meglio governati al mondo e con la migliore situazione democratica vi siano per la maggioranza monarchie.

## Struttura

### Capi di Stato monarchici
Nelle monarchie il capo di Stato è la persona fisica o l'organo monocratico della persona giuridica titolare della sovranità ed è genericamente denominato monarca, anche se nei singoli stati assume denominazioni specifiche: re (la più diffusa), imperatore, principe, granduca, sultano, emiro ecc.; correlativamente la monarchia prende il nome di regno, impero, principato, granducato, sultanato, emirato ecc. Alcuni di questi titoli hanno anche una controparte femminile - regina, imperatrice, principessa, granduchessa ecc. - che può essere usata per indicare sia la moglie di un monarca di sesso maschile sia un monarca di sesso femminile (il cui marito, peraltro, solitamente non porta i corrispondenti titoli maschili ma, per lo più, il titolo di principe consorte).
È considerato, a tutti gli effetti, capo di Stato monarchico anche il Papa nel suo ruolo temporale di sovrano dello Stato della Città del Vaticano e della Santa Sede.

### Capi di Stato repubblicani
Nelle repubbliche il capo dello Stato può essere un organo monocratico o collegiale. Nel primo caso ha oggi quasi ovunque il titolo di presidente della repubblica o presidente federale (in certe federazioni, ad esempio quella tedesca) o semplicemente "presidente", ad esempio negli Stati Uniti.
Il capo dello Stato è un collegio nelle repubbliche direttoriali, nel qual caso è detto direttorio (e direttori i suoi membri) potendo, peraltro, assumere denominazioni specifiche nei vari ordinamenti (ad esempio, in Svizzera, Consiglio federale). È collegiale anche il capo degli stati comunisti, dove assume varie denominazioni: consiglio di stato, praesidium o comitato permanente del parlamento ecc. Dove il capo di Stato è collegiale, il presidente del collegio svolge alcune delle funzioni protocollari e cerimoniali che altrove sono svolte dal capo dello Stato monocratico.

### Casi particolari
Vi sono stati nei quali il capo dello Stato ha una configurazione particolare; si possono ricordare:
- il Giappone, dove l'imperatore ("Tennō") è definito dalla costituzione vigente quale "simbolo" e non quale capo dello Stato ma è comunque considerato come un capo dello Stato ai fini del protocollo diplomatico;
- la Repubblica di San Marino, che al vertice ha i due capitani reggenti eletti per un mandato di sei mesi;
- un certo numero di ex domini britannici (tra cui Canada, Australia, Nuova Zelanda) che, ottenuta l'indipendenza, continuano a riconoscere, quale loro capo dello Stato, il monarca britannico, rappresentato da un governatore generale il quale svolge, di fatto, le funzioni del capo dello Stato;
- Andorra, che ha due capi di Stato, formalmente monarchici, di cui uno è il Presidente della Repubblica francese, l'altro il Vescovo di Urgell;
- la Malaysia, il cui capo dello Stato federale ("Yang di-Pertuan Agong") è eletto da e tra i capi degli stati federati monarchici;
- la Corea del Nord, dove a Kim Il-sung fu attribuito il titolo di "presidente perpetuo"; dopo la sua morte la carica di presidente è stata abolita e le funzioni di capo dello Stato sono state demandate al presidente dell'Assemblea Suprema del Popolo, in qualità di "capo dello Stato per gli affari esteri", sebbene il ruolo simbolico di capo dello Stato sia rivestito prima da Kim Jong-il e poi da Kim Jong-un, rispettivamente figlio e nipote di Kim Il-sung, presidenti del Comitato di Difesa Nazionale e presidente del Partito dei Lavoratori.

### Accesso alla carica
L'accesso alla carica di capo di Stato avviene in modo diverso nelle repubbliche e nelle monarchie. Va peraltro tenuto presente che, tanto nelle une quanto nelle altre, l'accesso alla carica può anche avvenire con la forza, grazie ad un colpo di Stato.

#### Nelle monarchie
Nelle monarchie il potere viene assunto attraverso:
- La discendenza: a seconda delle leggi della nazione possono assumere il ruolo di capo di Stato solo i figli maschi oppure anche le femmine.
- Per elezione: nel Sacro Romano Impero e nell'Impero Germanico vi erano i principi elettori che eleggevano tra essi un nuovo imperatore; nello Stato della Città del Vaticano l'elezione del papa avviene da parte del collegio cardinalizio riunito in conclave (come "grandi elettori") tra qualsiasi cattolico battezzato, celibe e maschio.

#### Nelle repubbliche
Il capo di Stato repubblicano, monocratico o collegiale, è sempre elettivo.
Il capo di Stato monocratico può essere eletto:
- direttamente dal popolo (nelle cosiddette "elezioni presidenziali");
- da un collegio di "grandi elettori" a loro volta eletti dal popolo;
- dal parlamento, se bicamerale in seduta comune, eventualmente integrato da rappresentanti delle autonomie territoriali (ad esempio, in Italia, delle regioni).

L'elezione popolare diretta o attraverso i grandi elettori è tipica delle repubbliche presidenziali e semi-presidenziali, anche se non mancano eccezioni, e tende ad attribuire un rilevante peso politico al presidente eletto, che emerge come rappresentante diretto del popolo, senza la mediazione del parlamento. Vi sono, peraltro, repubbliche nelle quali il presidente, pur eletto direttamente dal popolo e dotato sulla carta di poteri più incisivi del capo di Stato parlamentare, ha di fatto un ruolo non dissimile da quest'ultimo. Per l'elezione del presidente può essere richiesta la maggioranza assoluta (come negli Stati Uniti) o semplice (come in Francia). Quando nessun candidato ottiene la maggioranza prescritta, alcuni ordinamenti ricorrono ad una seconda votazione popolare (ballottaggio) dove è sufficiente la maggioranza relativa; vari sono i criteri per l'ammissione dei candidati al ballottaggio: tutti quelli che hanno partecipato al primo turno, i due più votati (è la formula più diffusa, adottata, ad esempio, in Francia), tutti quelli che hanno conseguito una certa percentuale di voti ecc. Altri ordinamenti, invece, demandano tale scelta al parlamento (così negli Stati Uniti).
L'elezione parlamentare è tipica delle repubbliche parlamentari e tende ad attribuire al presidente eletto un ruolo politicamente neutrale, tanto più che le costituzioni ne prevedono l'elezione con maggioranza qualificata (ad esempio dei 2/3 o dei 3/4), anche se, di solito, dopo un certo numero di votazioni senza che nessun candidato abbia raggiunto tale maggioranza, è sufficiente la maggioranza assoluta.
Il capo dello Stato collegiale può essere eletto dal parlamento (come nel caso del Consiglio federale svizzero e del capo dello Stato collegiale degli stati comunisti) o direttamente dal popolo (come il Consiglio Nazionale di Governo uruguaiano tra il 1952 e il 1967).
I requisiti per l'elezione a capo dello Stato sono di solito più restrittivi di quelli per l'elezione dei membri del parlamento: spesso è prescritta un'età minima superiore (ad esempio, in Italia, 50 anni, contro i 40 per l'elezione al Senato della Repubblica e i 25 per l'elezione alla Camera dei deputati); la Costituzione degli Stati Uniti richiede per il presidente, oltre la cittadinanza fin dalla nascita, anche la residenza sul suolo americano per almeno quattordici anni prima della elezione. Quando il presidente è eletto direttamente dal popolo, i requisiti per l'elettorato attivo sono di norma gli stessi delle elezioni parlamentari.

### Durata del mandato
Il monarca mantiene la propria carica per tutta la vita, a meno che non vi rinunci con un atto che prende il nome di abdicazione.
Al di fuori dei casi eccezionali di presidenti a vita, il capo di Stato repubblicano, monocratico o collegiale, rimane invece in carica per un periodo limitato di tempo, stabilito dalla costituzione. La durata del mandato si aggira sui 4-5 anni quando il capo di Stato detiene anche il potere esecutivo, mentre è maggiore (per lo più 6-7 anni) nei sistemi parlamentari. Dove il presidente della repubblica è eletto dal parlamento la durata del mandato presidenziale è sempre superiore a quella della legislatura per evitare che lo stesso parlamento possa eleggere due presidenti: in questo modo viene accentuata l'indipendenza del capo dello Stato dal parlamento e, quindi, la sua neutralità.
Alcuni ordinamenti, specie presidenziali (come quello statunitense) e semi-presidenziali, limitano a due i mandati presidenziali consecutivi, sicché il presidente può ricandidarsi una sola volta (salvo che il precedente mandato e quello per cui si candida non siano consecutivi).
Normalmente la carica di capo dello Stato è considerata il culmine della carriera politica, così i presidenti cessati dalla carica tendono a non assumere altre cariche politiche; in certi ordinamenti, peraltro, sono di diritto membri a vita della camera alta (in Italia, ad esempio, sono senatori a vita).

### Supplenza

#### Nelle repubbliche
Le funzioni del presidente della repubblica, in caso di assenza o impedimento, possono essere svolte:
- da un organo apposito, che funge da suo vicario e che prende il nome di "vicepresidente della repubblica" (o semplicemente "vicepresidente", in relazione al titolo ufficiale del presidente); è questa la soluzione di solito adottata nelle repubbliche presidenziali;
- dal presidente di una delle camere, per lo più la camera alta (come in Italia; in Polonia è invece la camera bassa), o dal primo ministro (come in Russia);[3] è questa la soluzione adottata dalla generalità dei sistemi non presidenziali (un'eccezione è l'India), nonché dagli ordinamenti che hanno il vicepresidente, in caso di assenza o impedimento anche dello stesso (in India, però, la supplenza spetta, in tal caso, al presidente della corte suprema).

Dove è prevista la figura del vicepresidente, lo stesso può essere eletto simultaneamente al presidente (è il caso degli Stati Uniti dove si vota su candidature congiunte, il cosiddetto ticket), eletto separatamente o nominato dal presidente dopo la sua elezione; vi sono anche ordinamenti in cui i vicepresidenti sono due (ad esempio, in Costa Rica). È generalmente previsto che, in caso di morte o impedimento permanente del presidente, il vicepresidente gli succeda nella carica, portando a termine il suo mandato. Oltre a fungere da vicario del presidente, il vicepresidente è membro del gabinetto presidenziale anche se il suo ruolo varia, secondo gli ordinamenti e la statura politica dello stesso vicepresidente, da compiti puramente cerimoniali alla partecipazione alla direzione politica del governo. In certe repubbliche presidenziali, sul modello degli Stati Uniti, il vicepresidente è presidente di diritto della camera alta.
Il problema della supplenza del capo dello Stato non si pone laddove questo è un organo collegiale. Il collegio, però, può avere, accanto al presidente, uno o più vicepresidenti che lo sostituiscono in caso di assenza o impedimento.

#### Nelle monarchie
Nelle monarchie la supplenza del capo dello Stato può rendersi necessaria non solo in caso di assenza o impedimento ma anche, se la carica è ereditaria, in caso di minore età o incapacità del sovrano, nonché in caso di interregno, ossia estinzione della linea di successione del sovrano in attesa che ne venga stabilita una nuova. Si parla, in questi casi, di reggenza e le funzioni del sovrano possono essere svolte, secondo gli ordinamenti, da un organo monocratico (il reggente), un organo collegiale (il Consiglio di Reggenza) o entrambi; la titolarità di tali organi è per lo più attribuita a membri della famiglia reale (erede al trono, madre o padre del sovrano ecc.)
Una parziale supplenza del papa è esercitata dal Collegio dei Cardinali e dal cardinale camerlengo durante la "sede vacante", ossia il periodo di tempo che intercorre tra la morte o la rinuncia di un papa e l'elezione tramite conclave del suo successore.

## Funzioni

### Funziono di diritto internazionale
La "politica nazionale" non è sempre frutto dell'organo di direzione politica: nelle monarchie costituzionali e nelle repubbliche parlamentari, dove il Capo dello Stato non è organo responsabile del governo, la "politica nazionale" e funzione anche della rappresentanza della Nazione e dell'unita nazionale.
Per questi motivi, la responsabilità politica del Governo nella politica estera (che si esprime in poteri propri, nonché nella proposta ministeriale degli atti del Capo dello Stato) non esclude l'esercizio di un potere di rappresentanza esterna del capo dello Stato, il cui ruolo internazionale è contemplato da apposite norme costituzionali.

### Funzioni giurisdizionali
Il Capo di Stato in alcuni Paesi è il capo della magistratura e nomina i magistrati (es: in Italia, il Presidente della Repubblica presiede Consiglio Superiore della Magistratura). Di solito può concedere la grazia e commutare le pene.
Funzioni Esecutive:
Esso non detiene un particolare potere esecutivo, soprattutto nelle Monarchie, dove si limita a rappresentare lo stato, ma esso può assumere i poteri esecutivi solo in determinati casi, delineati dalla Costituzione di una nazione

## Immunità
Secondo il diritto internazionale, un capo di Stato gode dell'immunità diplomatica e non può essere processato al di fuori della sua giurisdizione, nemmeno al termine del mandato. Un Paese sovrano in altre parole non può arrestare o condannare il capo di uno Stato estero. La norma vale anche in presenza di crimine contro l'umanità.
Le Costituzioni stabiliscono reati e modalità per i quali può essere processato un capo di Stato. Nell'ordinamento italiano, il capo di Stato è perseguibile solamente per alto tradimento e attentato alla Costituzione.